# Браганса (династия)
Брага́нса (или Брага́нца, порт. Bragança) — королевский род, правивший в Португалии в 1640—1853 и Бразилии в 1822—1889 годах. Боковая ветвь Ависского дома и, следовательно, французской королевской династии Капетингов. Происходит от герцогов де Браганса XVI—XVII веков.

## История
Основатель Ависской династии португальских королей Жуан I (1357–1433) имел незаконно рожденного сына Афонса (1371–1461), который являлся основателем герцогского рода Брагансской династии. Альфонса  легитимизировали  в 1400 году , а был в 1442 году ему был пожалован титул герцога.
Герцог Жуан II (1604–1656) был возведён на престол в 1640 году под именем Жуан IV и стал  первым королём из Брагансской династии. 
Дальше по наследованию шли: Афонс VI (1643–1683, король с 1656), Педру II (1648–1706, король с 1683), Жуан V (1689–1750, король с 1706), Жозе I (1714–1777, король с 1750), Мария I (1734–1816, королева с 1777), Жуан VI (1767–1826, король с 1816), Педру IV (1798–1834, король в 1826), Мигел I (1802–1866, король в 1828–1834). 
В связи со смертью Марии II да Глориа (1819–1853, королева с 1834) эта линия династии пресеклась.
Марии II была в браке с Фердинандом Августом (1816–1885) из династии Саксен-Кобург-Гота, имели сына Педру V (1837–1861, король с 1857),  который в свою очередь основал династию Кобург-Браганса, младшую линию Брагансской династии, которая правивила в Португалии в 1853–1910 годах.
За Педру V шли: Луиш I (1838–1889, король с 1861), Карлуш I (1863–1908, король с 1889), Мануэл II (1889–1932, король в 1908–1910). Мануэл II, не оставив потомства умер в изгнании.
В 1807 году Жуан VI с королевским двором переехал в Бразилию. Это было обусловлено оккупацией Португалии французскими и испанскими войсками . Принц Педру, сын Жуана VI , будущий король Португалии Педру IV, провозгласил Бразилию империей, а себя императором под именем Педру I с 1822 по1831, тем самым начав историю бразильской линии Брагансской династии.
Императору Педру I наследовал его сын Педру II (1825–1891, император с 1840), но в 1889 году монархия в Бразилии пала и отрёкся от престола. 
В 1864 году в дочь Педру II Изабель (1846–1921) выходит замуж за графа д’Э Гастона (1842–1922), представителя Орлеанской ветви французского королевского дома, благодаря этому, потомки бразильской императорской династии получили имя Орлеан и Браганса.
Педру V не имел потомства по линии Кобург-Браганс, по этому ему наследовал его брат Луиш I.
Луиш Филипп (1887–1908) и Мануэл II- внуки Луиш I, также не оставили наследников. 
Одним из сохранившегося носителя династического имени является Дуарте, герцог Браганса (род. 1945), правнук мятежного Мигела I, которого в 1834 году навечно изгнали за пределы Португалии.
Дуарте, герцог Браганса, сын бразильской принцессы Марии Франсишки Орлеан и Браганса (1914–1968), связан родством с целым рядом королевских и герцогских домов Европы и с 1976 года является претендентом на португальский престол. Он представляет в одном лице сразу две ветви Брагансской династии.

## Список герцогов Браганса
- Альфонс I (1370—1461), 8-й граф де Барселуш, с 1442 года герцог де Браганса, внебрачный сын Жуана I
- Фернанду I (1403—1478) с 1461 года герцог де Браганса
- Фернанду II (1430—1483) с 1478 года герцог де Браганса
- Жайме (1479—1532) с 1495 года герцог де Браганса
- Теодор I (1520—1563) с 1532 года герцог де Браганса
- Жуан I (1543—1583) с 1563 года герцог де Браганса.
- Теодор II (1568—1630) с 1583 года герцог де Браганса
- Жуан II герцог Браганса (1604—1656), с 1630 года герцог де Браганса, с 1640 года король Португалии.

## Короли Португалии

### Браганса
- Жуан IV Восстановитель (1604—1656) (порт. João IV o Restaurador) — 1640—1656
- Афонсу VI (1643—1683) (порт. Afonso VI o Vitorioso) — 1656—1683
- Педру II (1648—1706) (порт. Pedro II o Pacífico) — регент 1667—1683, король 1683—1706
- Жуан V (1689—1750) (порт. João V o Magnânimo) — 1706—1750
- Жозе I (1714—1777) (порт. José I o Reformador) — 1750—1777
- Мария I Благочестивая или Безумная (1734—1816) (порт. Maria I A Piedosa, A Louca) — 1777—1816, правила совместно с консортом Педру III (1717—1786)
- Жуан VI (1767—1826) (порт. João VI o Clemente) — регент 1799—1816, король 1816—1826
- Педру IV (1798—1834) (порт. Pedro IV o Rei-soldado) — 1826, также король Бразилии как Педру I (1822—1831)
- Мария II (1819—1853) (порт. Maria II a Educadora) — 1826—1828
- Мигел (1802—1866) (порт. Miguel I o Absolutista, o Tradicionalista) — 1828—1834
- Мария II (1819—1853) (порт. Maria II a Educadora) — 1834—1854, правила совместно с консортом Фернанду II (1816—1885)

### Браганса-Кобург
- Педру V (1837—1861) (порт. Pedro V o Esperançoso) — 1853—1861
- Луиш I (1838—1889) (порт. Luís I o Popular) — 1861—1889
- Карлуш I (1863—1908) (порт. Carlos I o Diplomata, o Martirizado) — 1889—1908
- Мануэл II (1889—1932) (порт. Manuel II o Patriota, o Desventurado) — 1908—1910

### Претенденты на трон (Браганса)
- Мигел (II) (1853—1927) герцог Браганса
- Дуарте Нуно (1907—1976)
- Дуарте Пиу (род. 1945)

## Императоры Бразилии

### Браганса
- Педру I
- Педру II

## Боковые ветви
Младшие ветви этого рода были представлены португальскими герцогами де Кадавал (потомки Франсишку ди Алмейды) и Герцог Лафойнш, и испанскими герцогами Верагуа, к настоящему моменту прямые мужские линии данных родов пресеклись, но титулы сохраняются у потомков по женским линиям.